# Арка Миру
Арка Миру або Ворота Семпіоне (італ. Arco della Pace) — монумент в місті Мілан, у центрі площі Семпіоне, поблизу Парку Семпіоне.
Вона була створена в 1807 році Луїджі Каньола з ініціативи міської влади Мілана і Наполеона. Проект був вже на дві третини завершений, було встановлено  кілька статуй (Історія і Поезія у виконанні Луїджі Акуісті), коли, з падінням королівства Італія, проект був занедбаний. Наступну реконструкцію монументу було здійснено 1826 року під час панування габсбурзького імператора Франца I Австрійського.
Після смерті Луїджі Каньола в 1833 році над проектом почали працювати Франческо Лондоніо і Франческо Певереллі. У 1838 році роботу було завершено, на церемонії відкриття були присутні Фердинанд I, імператор Австрії  та  король Ломбардії і Венето.
8 червня 1859, через чотири дні після перемоги в Маженті, Наполеон III і Віктор Еммануїл II  здійснили тут свій тріумфальний вхід в Мілан. Монумент з мармуру із Креволадоссоли має розміри 25 метрів у висоту і 24 завширшки.

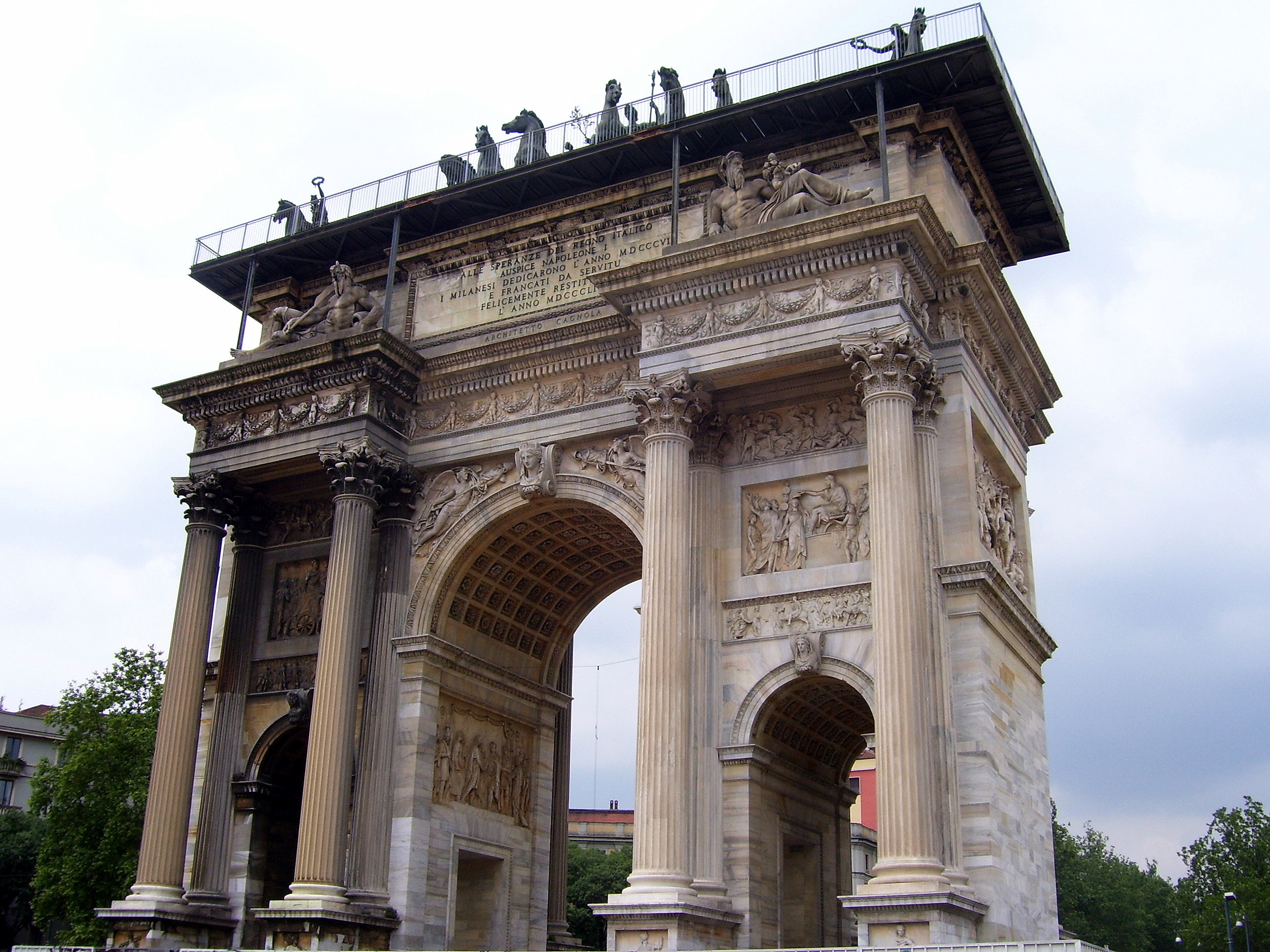
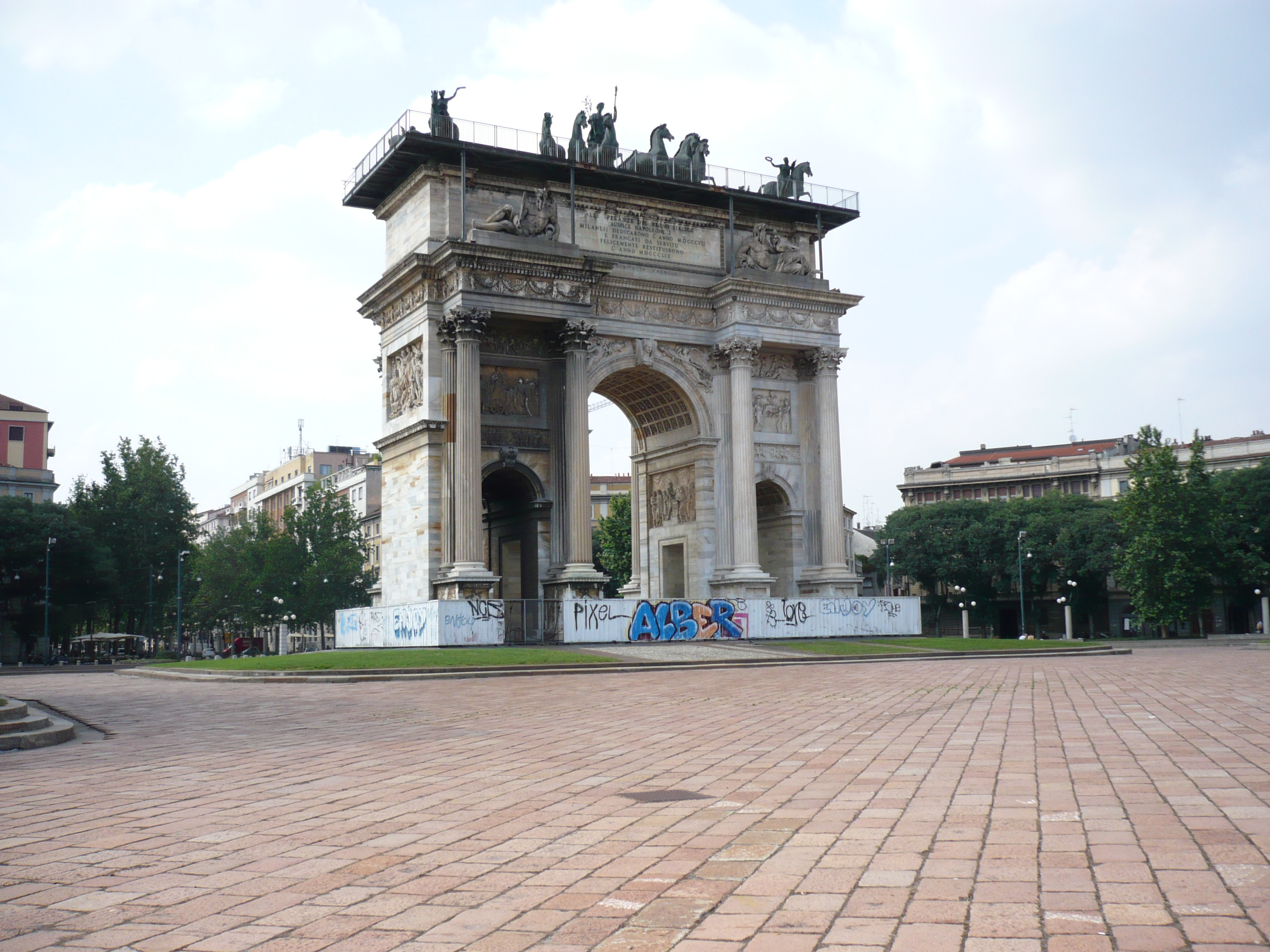
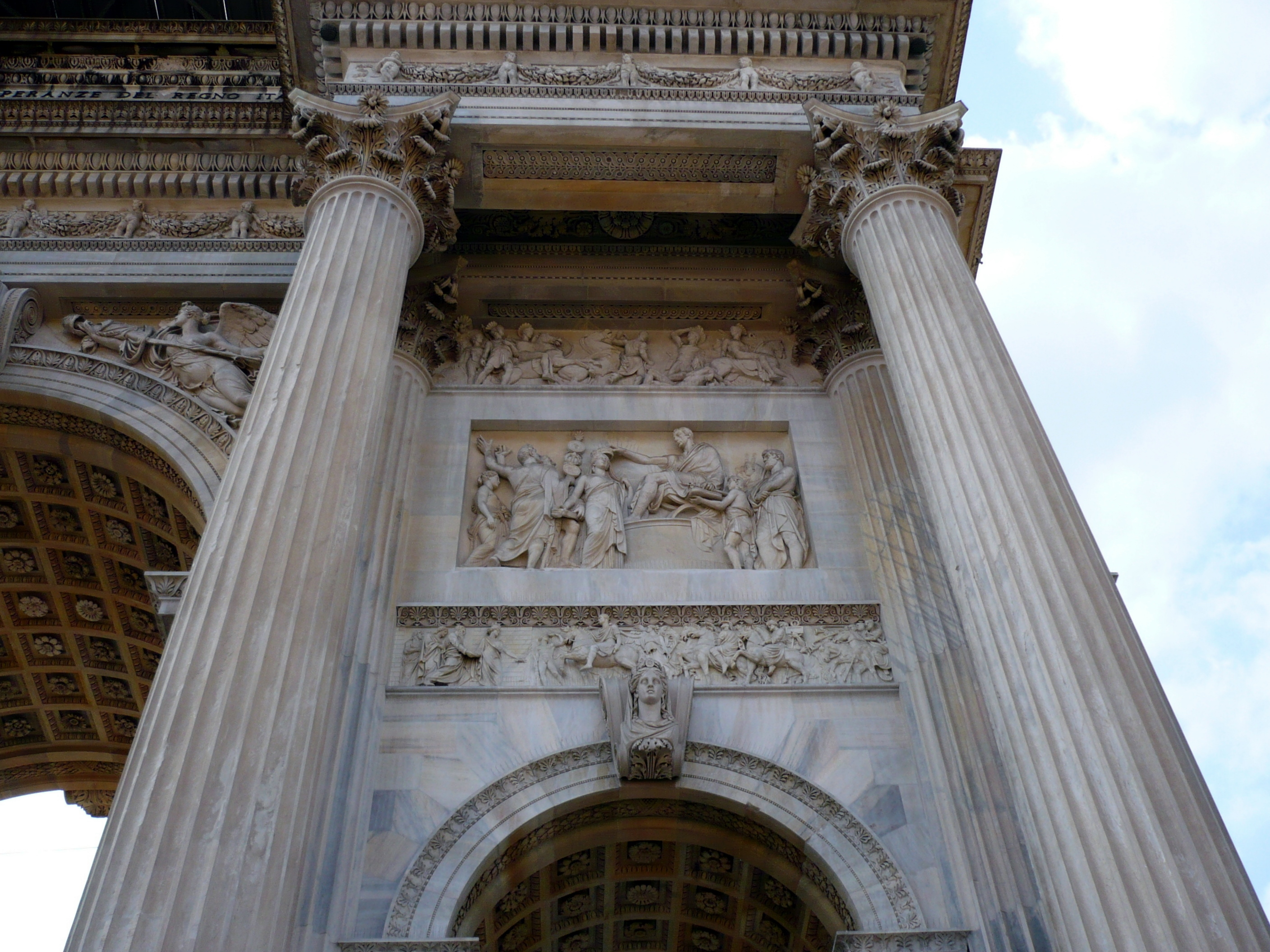
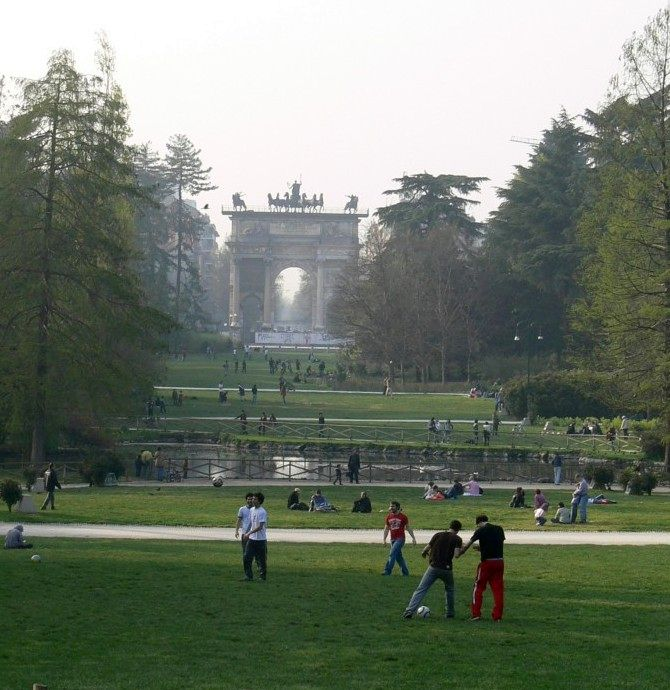
Вид з Парку Семпіоне
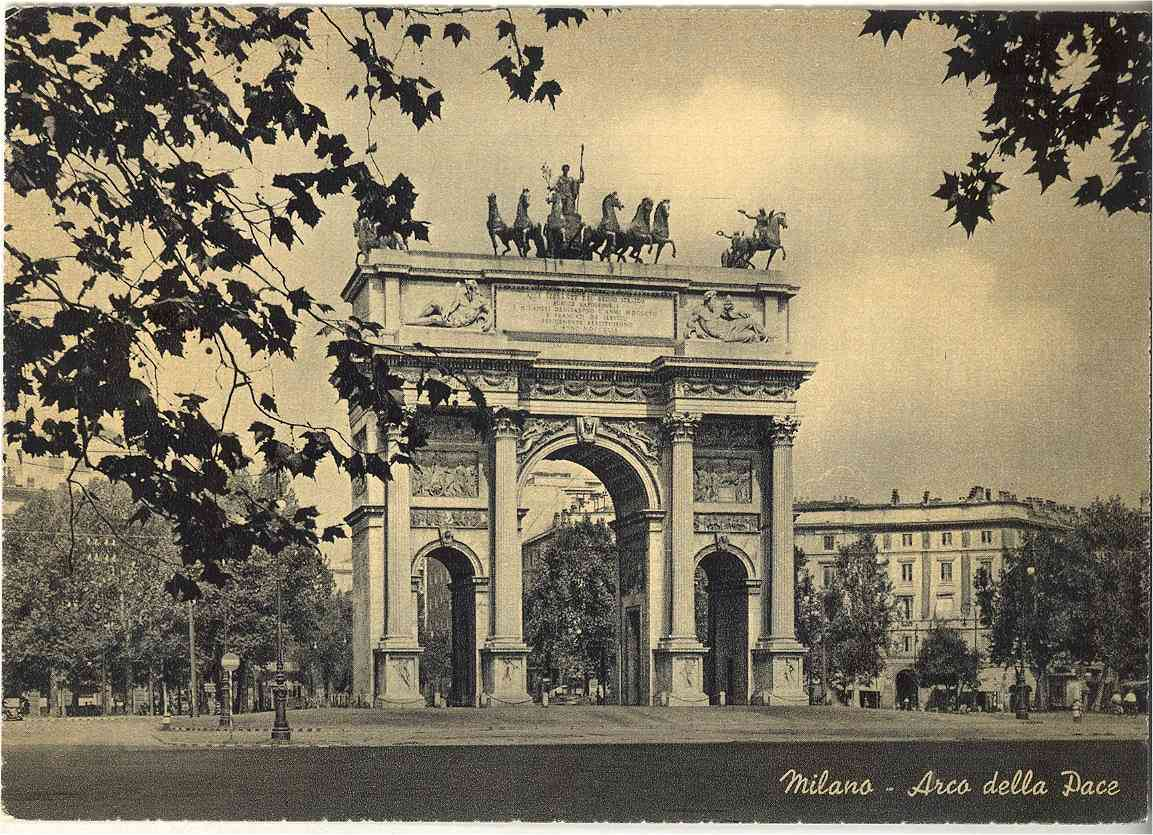
Мілан-1955-Арка Миру
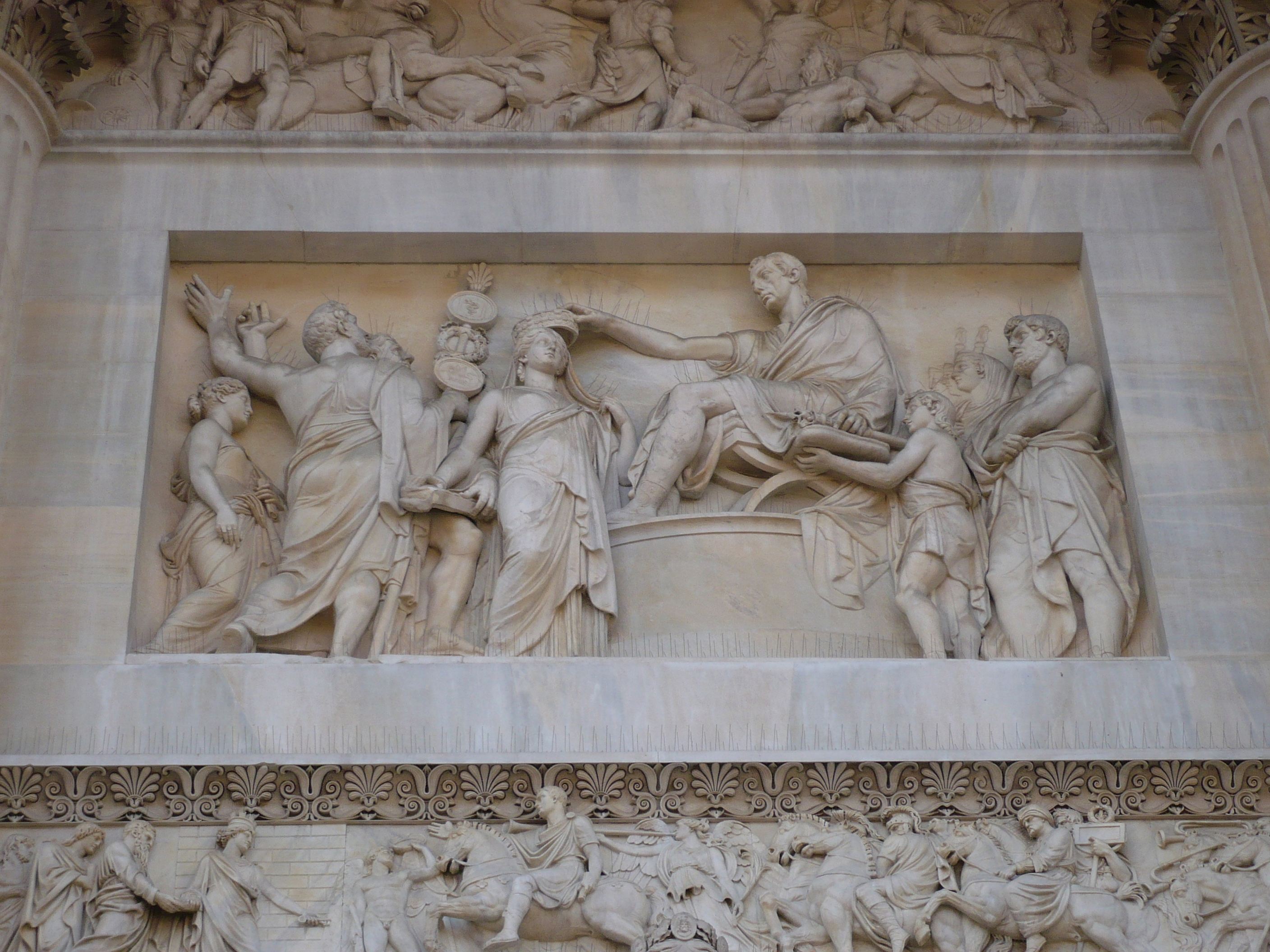